# Julburg

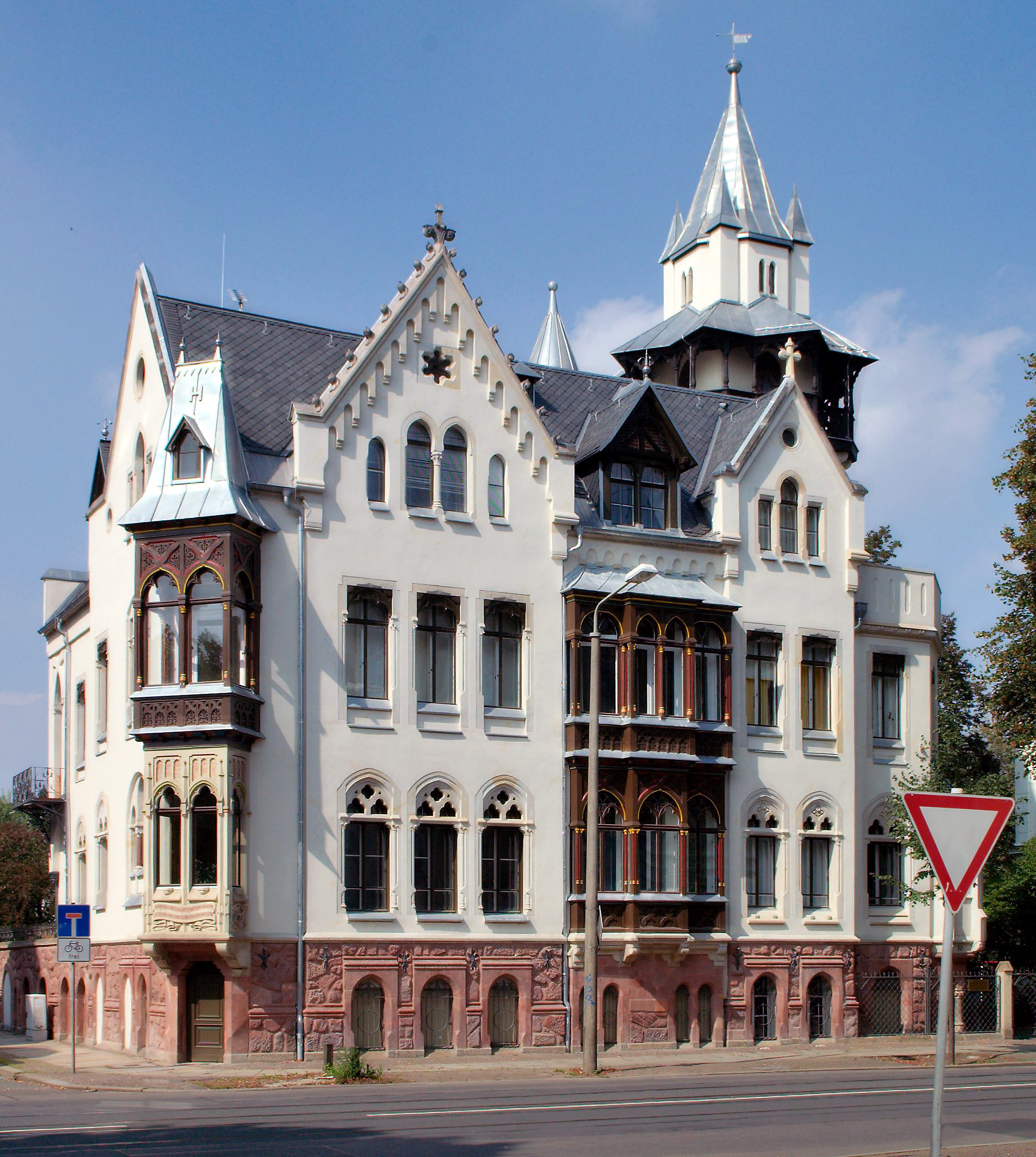
Die sogenannte „Julburg“ von der Käthe-Kollwitz-Straße aus gesehen

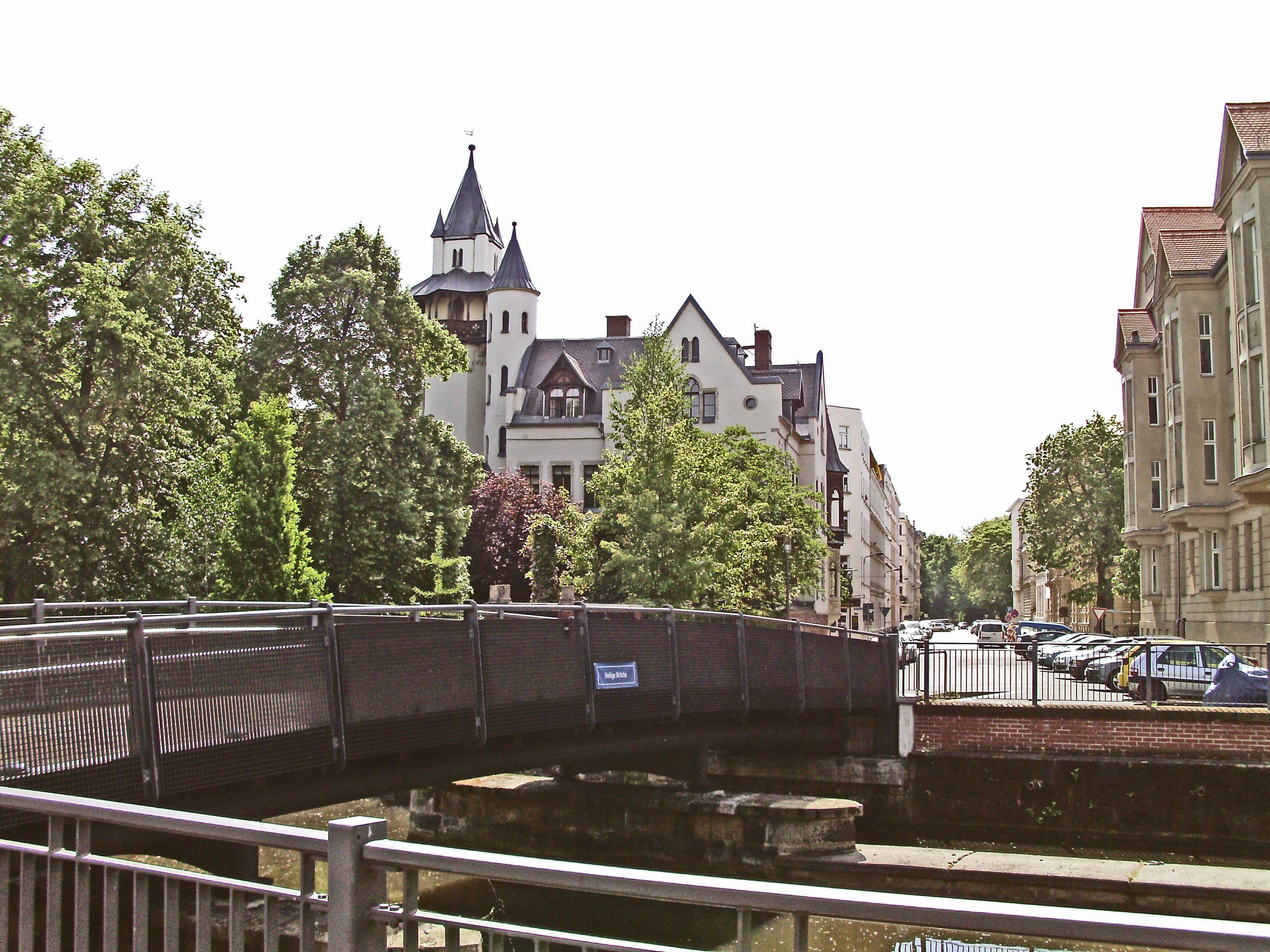
Die Rückseite der „Julburg“ von der Heiligen Brücke über den Elstermühlgraben aus gesehen

Die denkmalgeschützte Villa Zur Julburg im Bachviertel in Leipzig gilt als eines der schönsten Bauwerke des Historismus und war der Wohnsitz des Architekten Oskar Mothes.

## Beschreibung
Die 1873/74 in der Plagwitzer Straße 38, später Helfferichstraße, jetzt Käthe-Kollwitz-Straße 70, im historisierenden neugotischen Stil – vermutlich nach Plänen von Oskar Mothes selbst – erbaute Villa hat der Architekt nach seiner Frau „Julburg“ genannt. Im Haus hatte Mothes sein Entwurfsbüro, im Erdgeschoss wohnten der Buchdruckereibesitzer und Verlagsbuchhändler Otto Dürr mit seiner Frau (eine Schwester von Oskar Mothes). Die Villa besitzt eine Gartenanlage im englischen Stil.
An dem Haus befinden sich folgende Inschriften:
Erbauet A. D. 1878 Baurath O. Mothes.
Gott schütze diesen Bau / Julburg wird er genant / zu Ehr’n der besten Frau / im ganzen Sachsenland.
Meyn Haus, steh fest, kehr dich nit dran, wenn dich auch tadelt manch eyn Mann.
Das auffällige Aussehen wurde durch stark voneinander abweichende Höhenstaffelung einzelner Baukörper erreicht. Es gibt einen großen Treppenturm mit überdachtem Holzumgang und einen kleinen runden Turm mit Kegeldach, der ebenfalls eine Treppenspindel enthält. Porphyrwerkstein bereichert die Putzfassade des vielgliedrigen Eckbaus. Im Inneren befinden sich unterschiedliche Stilzitate und eingebaute Spolien, so unter anderem bemalte Holzbalkendecken und Bleiglasfenster. Die Gartengrotte weist Ölschablonenmalerei auf. Die Ausstattungsteile im Stil der Neogotik und Neorenaissance haben sich fast vollständig erhalten. Im Keller befindet sich eine „Trinkhalle“ mit einem aus Abbrüchen von mittelalterlichen Dorfkirchen aus der Umgebung stammenden Säulen-Gewölbe.
Der zur Villa gehörige Pferdestall wurde 1908 ebenfalls in gotisierenden Formen erbaut.
In den Jahren 1993–1996 wurde das Gebäude restauriert. Es beherbergte 1977–2001 die Räumlichkeiten für den Studiengang Museologie (bis 1992 Institut für Museologie, bis 1988 Fachschule für Museologen) im Fachbereich Medien der Hochschule für Technik, Wirtschaft und Kultur. Zurzeit ist es wieder Wohnhaus und Sitz einer Anwaltskanzlei.